# گیش‌ماهی تیله
گیش‌ماهی تیله (نام علمی: Caranx tille) نام یک گونه از سرده شاه‌گیش است.